# Pieńsk
Pieńsk (germană Penzig) este un oraș în Polonia.